# Hagnódica
Hagnódica, Hagnódice o Agnódice (n. siglo IV a. C.) (Antigua Grecia Ἀγνοδίκη) fue una médica ateniense, partera y ginecóloga, considerada la primera mujer ginecóloga conocida. Como respuesta a su juicio se desencadenó una de las primeras revueltas femeninas conocidas en la historia. Su biografía fue relatada por el escritor Higino en sus Fábulas.

## Biografía
Hagnódice nació en una familia de la alta sociedad en Atenas. Su deseo de convertirse en médico surgió al darse cuenta del gran número de mujeres sometidas a partos sumamente dolorosos. A pesar de que a las mujeres se les permitió aprender ginecología, obstetricia, curación y partería en la época de Hipócrates, después de su muerte los líderes de Atenas descubrieron que las mujeres realizaban abortos y decidieron castigar con la pena capital a las mujeres que ejercieran la medicina.
Cuando Hagnódice se rebeló ante esta injusticia de no poder aprender medicina recibió el apoyo de su propio padre, quien la ayudó a cambiar su aspecto por el de un hombre. Se cortó el cabello y se vistió con ropa masculina para acceder a la formación en medicina. Utilizó como pretexto la supuesta enfermedad de un amigo para justificar sus ausencias. Posteriormente partió de Atenas para estudiar medicina en Egipto, donde las mujeres desempeñaban un papel importante en la comunidad médica.

### Medicina
Hagnódice estudió medicina en Alejandría bajo la tutela de Herófilo, el gran anatomista de su época. Obtuvo los mejores resultados en el examen de medicina y así consiguió el equivalente a un título actual en ginecología y obstetricia.
Cuando empezó a ejercer lo hizo manteniendo su aspecto masculino aunque en alguna ocasión desveló ser mujer para lograr una mayor confianza con sus pacientes. En poco tiempo se extendió la información entre las jóvenes de que Hagnódice era en realidad una mujer y buscaron su cuidado. Su popularidad aumentaba y las mujeres de Atenas preferían su atención a la de sus colegas masculinos. Su eficacia y profesionalidad despertaron envidias de sus colegas varones de profesión. Empezaron las calumnias y fue acusada de acercarse demasiado a sus pacientes e incluso de haber violado a alguna de ellas.

### Juicio
Cuando los médicos varones se dieron cuenta del incremento de la popularidad de Hagnódice y del rechazo que las mujeres tenían ante ellos, la acusaron de seducir a las mujeres y a sus pacientes de fingir enfermedades. Hagnódice fue juzgada por seducir a las mujeres ante un grupo de maridos celosos y colegas médicos. El tribunal se reunió en una colina cerca de Atenas llamada Areópago. Para afrontar el juicio decidió desvelar su verdadera identidad femenina levantándose la túnica, pero entonces se la acusó de un delito más grave: suplantación de identidad para el ejercicio de la medicina, prohibida por ley a las mujeres. Una multitud de mujeres llegó al lugar donde se celebraba el juicio para defenderla elogiando los éxitos de Hagnódice como médico y reprendieron a sus maridos por intentar ejecutarla. Después de un breve debate, Hagnódice se salvó de la pena de muerte, fue liberada de los cargos impuestos en su contra y se logró un cambio en la ley ateniense para que las mujeres pudieran ejercer la medicina.

## Influencia de las mujeres en la medicina
En el mundo griego antes de Hagnódice, las mujeres podían encargarse del cuidado de los enfermos y tratar de investigar el funcionamiento del cuerpo y las causas de las enfermedades. También se les permitía ser parteras y ayudar en el alumbramiento pero no podían ejercer la medicina. El juicio de Hagnódice provocó el cambio en las leyes atenienses permitiendo a las mujeres estudiar medicina. La historia de Hagnódice también fue utilizada mucho después, a lo largo del siglo XVII por las parteras para defenderse de los profesionales médicos que querían incorporar el estudio de la medicina en el parto.

## Elementos mitológicos
La investigación actual suele considerar que Hagnódice es una figura mítica. "La Enciclopedia Internacional de las Mujeres Científicas", publicada en 2002, la recoge como figura mítica argumentando que Hagnódice en griego se traduce como "casta ante la justicia " y una práctica común en los mitos griegos era nombrar a sus personajes de acuerdo a sus virtudes. El segundo argumento expuesto en el libro se refiere al momento en el que Hagnódice se levanta la túnica para revelar su sexo, al considerar que este gesto es frecuente en los mitos, como en la época clásica en la que las estatuillas de mujeres levantándose la falda se consideraba un gesto de poder contra el mal. No obstante, Hagnódice se ha convertido en una figura simbólica para las mujeres médicas en la actualidad.